# Cultivar

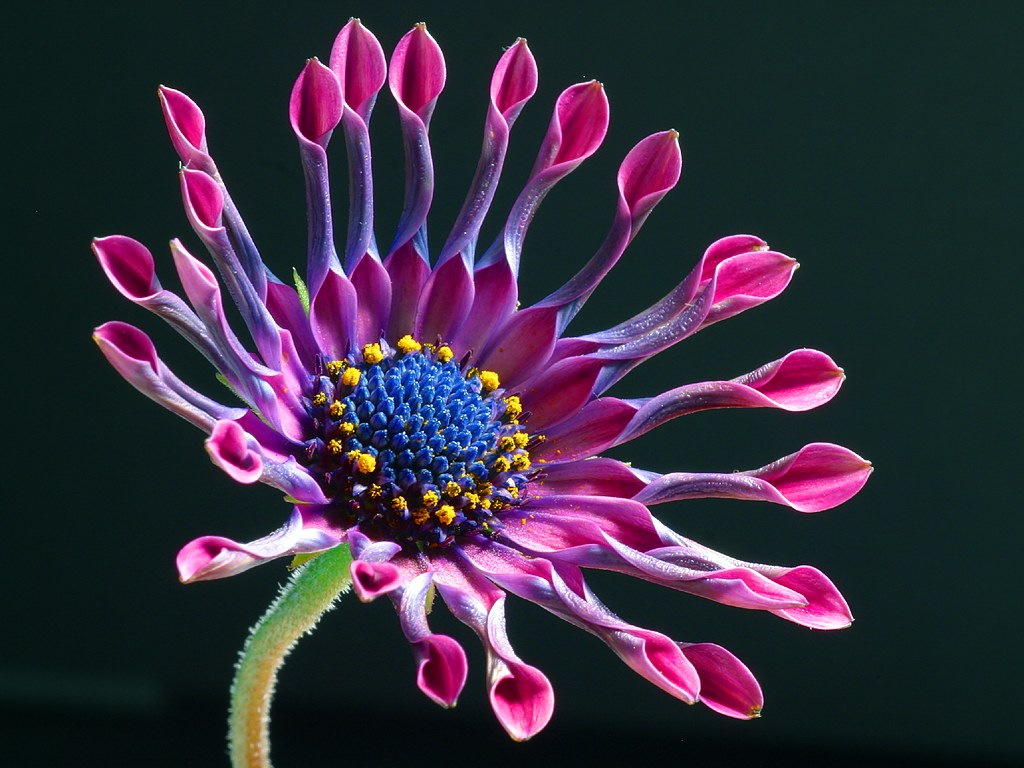
Osteospermum 'Pink Whirls', una cultivar amb èxit.

Una cultivar (derivat de l'anglès culti(vated) var(iety), varietat cultivada) és una categoria taxonòmica de les plantes cultivades amb rang per sota de l'espècie d'una sola entitat taxonòmica seleccionades per un atribut particular o una combinació d'atributs, amb unes característiques clarament diferenciades, uniformes i estables que es mantenen inalterades quan es propaguen pels mitjans adequats.
És una planta cultivada que ha estat seleccionada i a la qual s'ha donat un nom únic per raó de les seves característiques útils o decoratives. Generalment és distingible de plantes similars i quan és propagada manté les seves característiques. Donar nom a una cultivar s'ha de fer conforme les normes del Codi Internacional de Nomenclatura per a Plantes Cultivades (en anglès: International Code of Nomenclature for Cultivated Plants, el ICNCP o abreujadament Cultivated Plant Code). Per aquest organisme la cultivar ha de ser distingible d'altres cultivars i ha de ser possible la propagació, de la forma prescrita per aquesta cultivar, ja sia per via sexual o asexual.
La paraula cultivar, va ser creada per Liberty Hyde Bailey. El concepte va ser adoptat oficialment en el XIII Congrés d'Horticultura, realitzat a Londres el 1952, amb l'objectiu de distingir les varietats cultivades de les que naturalment es van produint. El terme cultivar no pot ser intercanviat amb el de varietat botànica.

## Naturalesa d'una cultivar
Una cultivar és una varietat particular d'una espècie o un híbrid que ha estat cultivat o reconegut com a cultivar sota la ICNCP. El concepte és usat amb pragmatisme i serveix a les necessitats pràctiques de l'horticultura, l'agronomia i la ciència forestal. La planta escollida com a cultivar ha d'haver estat criada deliberadament, seleccionada de plantes en cultiu o descobertes en la natura. Les cultivars poden haver estat obtinguts asexualment clons o sexualment per llavors.
No hi ha necessàriament una relació entre una cultivar i un genoma particular. El ICNCP fa èmfasi en el fet que diferents plantes cultivades poden ser acceptades com a diferents cultivars fins i tot si tenen el mateix genoma, mentre, al contari, plantes cultivades amb diferents genomes poden ser la mateixa cultivar.
Unes cultivars poden ser recol·lectats de la natura mentre altres cultivars són estrictament artificials: les plantes han de ser renovades cada vegada, com en el cas dels híbrids F1 (de primera generació). No cal que una cultivar s'hagi de reproduir per ell mateix. Moltes cultivars són clons i es propaguen per esqueix o per empelt, etc.
Les cultivars inclouen moltes plantes de jardí i d'alimentació: 'Golden Delicious' és una pomera reproduïda per esqueix o per empelt, 'Red Sails' i 'Great Lakes' són enciams propagats per llavors. Hosta i Hemerocallis són cultivars de plantes ornamentals propagades per micro propagació o divisió.

## Nomenclatura

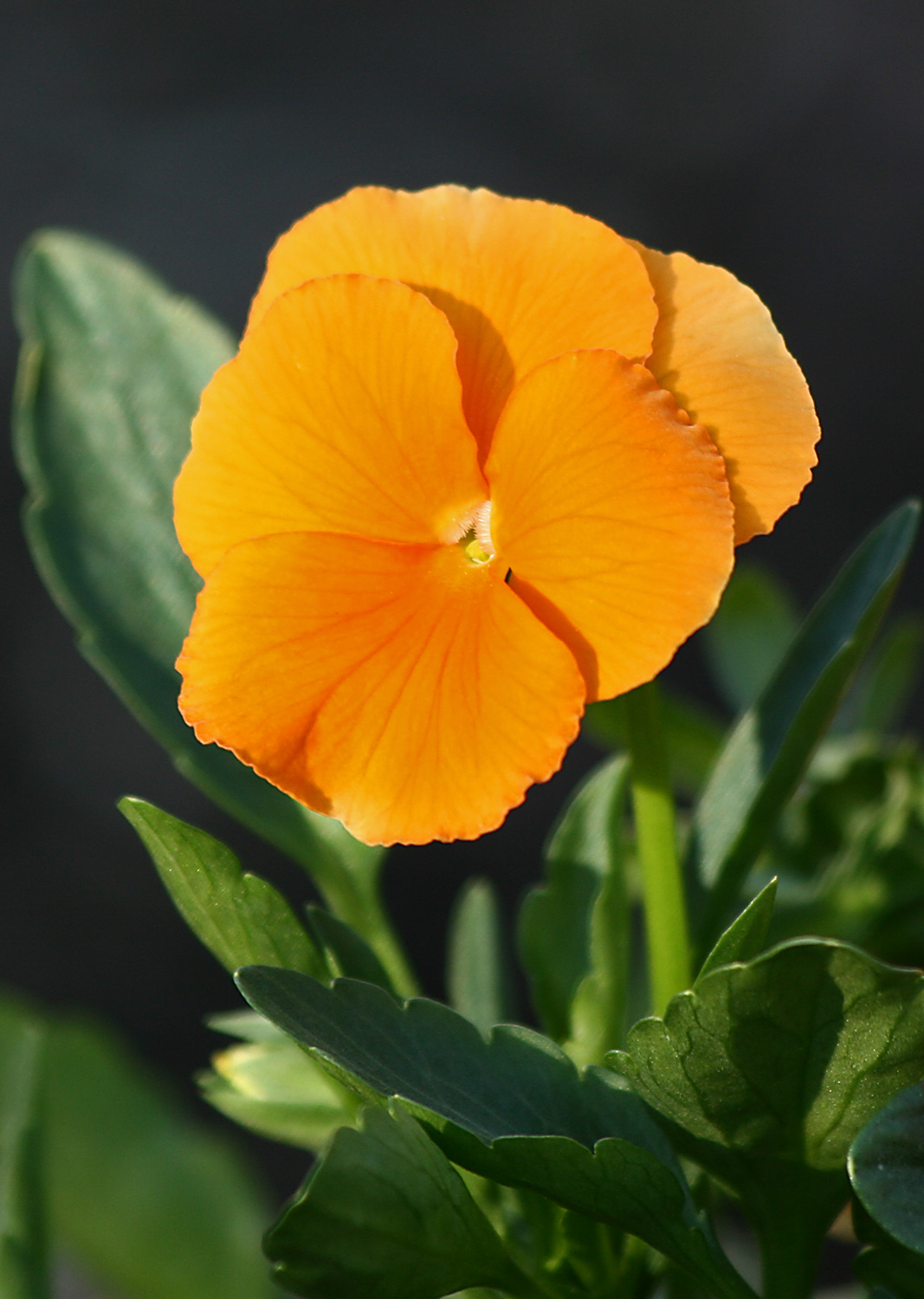
Un cultivar de viola

Les cultivars són identificats per un nom únic i distintiu. Els noms de les cultivars estan regulats pel International Code of Nomenclature for Cultivated Plants, estan registrats per l'International Cultivar Registration Authority (ICRA) i conforme les regles de l'ISHS International Society for Horticultural Science (ISIS)Commissió per la Nomenclatura i el Registre de Cultivars. Les cultivars poden tenir una marca registrada.
Un nom de cultivar consisteix en un nom botànic (d'un gènere, espècie, tàxon intraespecífic, híbrid interespecífic o híbrid intergenèric seguit per l'epítet de la cultivar (entre cometes simples). Els epítets de les cultivars publicades abans d'1 de gener de 1959 sovint tenen una forma llatina i poden ser confosos amb l'epítet específic botànic.
Cryptomeria japonica 'Elegans'
Chamaecyparis lawsoniana 'Aureomarginata' (nom d'abans de 1959, en llatí)
Chamaecyparis lawsoniana 'Golden Wonder' (nom posterior a 1959, en anglès)
Pinus densiflora 'Akebono' (nom posterior a 1959, en japonès)
Alguns exemples incorrectes: 
Cryptomeria japonica "Elegans" (les cometes dobles no s'accepten)
Berberis thunbergii cv. 'Crimson Pygmy' (no es pot posar "cv")

## Diferents tipus

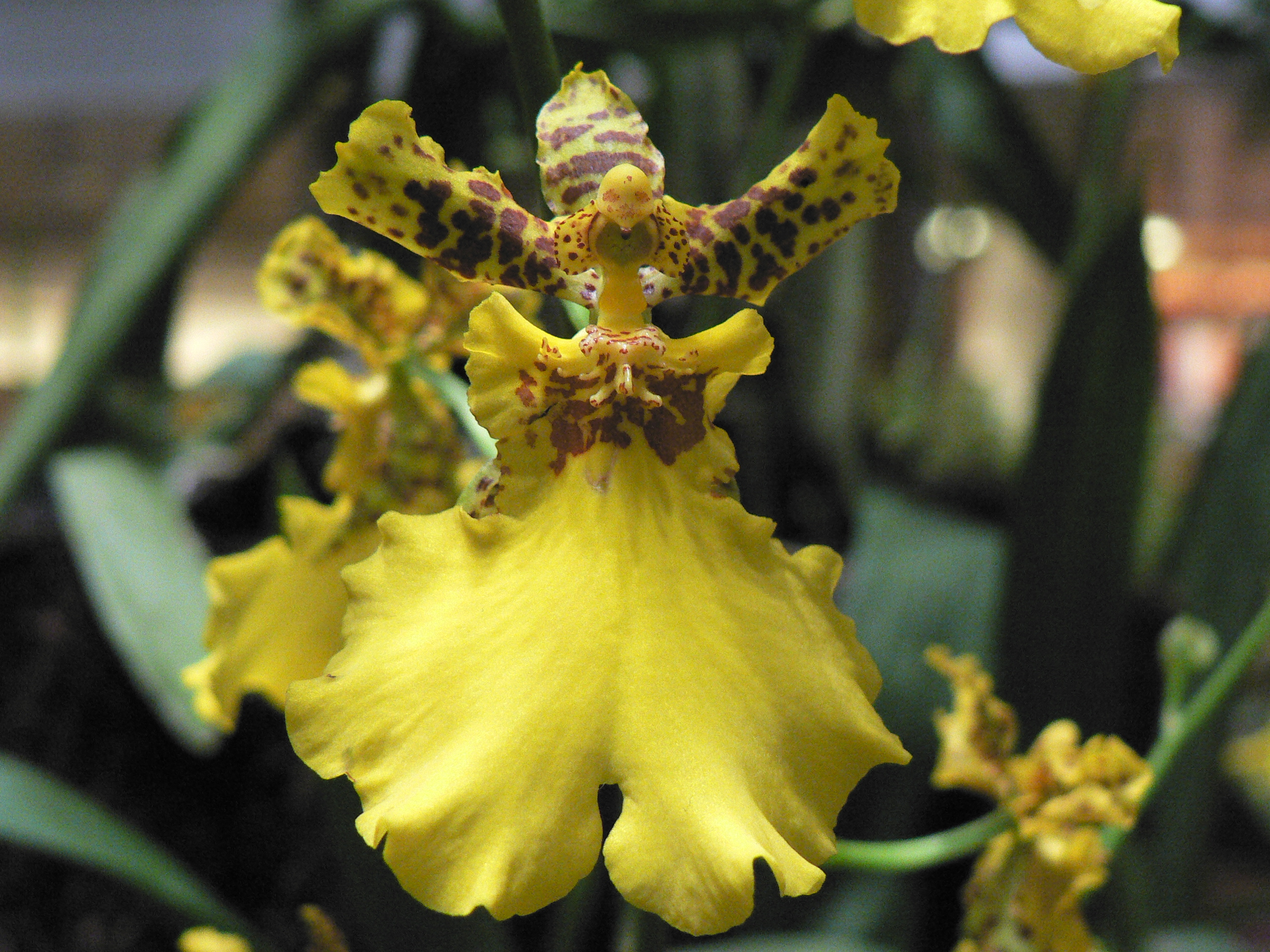
Un cultivar del gènere orquídia Oncidium

Quines plantes es trien per ser nomenades com a cultivars és simplement una qüestió de conveniència, ja que la categoria es va crear per satisfer les necessitats pràctiques d'horticultura, agricultura i silvicultura.
Els membres d'un cultiu no són necessàriament idèntics genèticament. El Codi de Plantes Cultivades emfatitza que diferents plantes cultivades poden ser acceptades com a cultivars diferents, fins i tot si tenen el mateix genoma, mentre que les plantes cultivades amb genomes diferents poden ser considerades com el mateix cultivar. La producció de cultivars generalment implica una participació humana considerable, encara que en alguns casos pot ser tan sols seleccionar la variació de les plantes que creixen a la natura (ja sigui recol·lectant teixit en creixement per propagar o recol·lectant llavors).
Les cultivars generalment ocorren com a ornamentals i cultius alimentaris: Malus 'Granny Smith' i Malus 'Red Delicious' són cultivars de pomes propagats per esqueixos o empelts, Lactuca 'Red Sails' i Lactuca 'Great Lakes' són cultivars d'enciam propagats per llavors. Les cultivars amb nom de plantes Hosta i Hemerocallis són cultivars produïts per micropropagació o divisió.

### Esqueixos

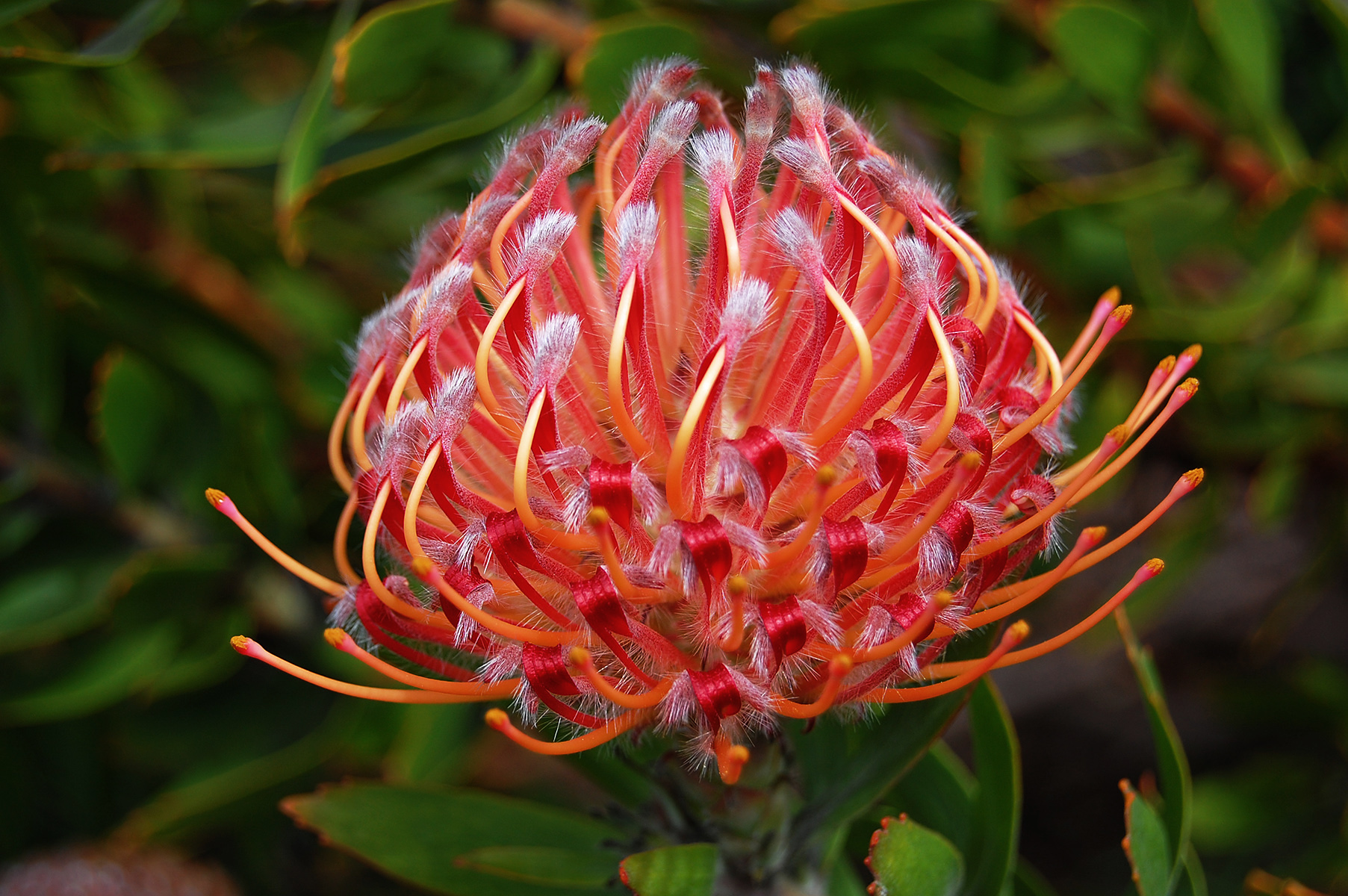
Leucospermum 'Scarlet Ribbon'
Un encreuament realitzat a Tasmània entre L. glabrum i L. tottum

Les cultivars que es produeixen asexualment són genèticament idèntics i es coneixen com clons; això inclou plantes propagades per divisió, estratificació, esqueixos, empelts i brotació. El material de propagació es pot prendre d'una part particular de la planta, com una branca lateral, o d'una fase particular del cicle de vida, com un full juvenil, o d'un creixement aberrant com passa amb la escombra de bruixa. Les plantes els caràcters distintius de les quals es deriven de la presència d'un organisme intracel·lular també poden formar un cultivar sempre que els caràcters es reprodueixin de manera fiable de generació en generació. Les plantes de la mateixa quimera (que tenen teixits mutants propers al teixit normal) o quimeres d'empelt (que tenen teixit vegetatiu de diferents tipus de plantes i que s'originen per empelt) també poden constituir un cultivar.

### Producció per llavors
Alguns cultivars "es fan realitat a partir de llavors", conservant les seves característiques distintives quan es cultiven a partir de llavors. Aquestes plantes es denominen "varietat", "selecció" o "cep", però aquestes són paraules ambigües i confuses que és millor evitar. En general, les cultivars propagats asexualment que creixen a partir de llavors produeixen plàntules molt variables i no s'han d'etiquetar ni vendre amb el nom del cultivar original.
Les cultivars de llavors poden produir-se per pol·linització incontrolada quan les característiques que són diferents, uniformes i estables es transmeten de pares a fills. Alguns es produeixen com a "línies" que es produeixen per autofertilització repetida o endogàmia o "multilínies" que es componen de diverses línies estretament relacionades. De vegades són híbrids F1 que són el resultat d'una cruïlla simple repetible deliberada entre dues línies pures. També hi ha alguns cultivars de llavors híbrides F2, com Achillea 'Summer Berries'.
Alguns cultivars són plantes asexuals, que conserven la seva composició genètica i característiques durant la reproducció. Ocasionalment, les cultivars es cultiven a partir de llavors d'una procedència especialment seleccionada; per exemple, la llavor es pot prendre de plantes que són resistents a una malaltia en particular.

### Genèticament modificades
Les plantes genèticament modificades amb característiques resultants de la implantació deliberada de material genètic d'un germoplasma diferent poden formar un cultivar. No obstant això, el Codi Internacional de Nomenclatura per a Plantes Cultivades assenyala, "A la pràctica, aquest assemblatge sovint es comercialitza a partir d'una o més línies o multilínies que han estat modificades genèticament. Aquestes línies o multilínies sovint romanen en un estat constant de desenvolupament, el que fa que anomenar un conjunt com un cultivar sigui un exercici inútil". No obstant això, les varietats transgèniques retirades com el fish tomato, que ja no s'estan desenvolupant, no ensopeguen amb aquest obstacle i se'ls pot donar un nom de cultivar.
Les cultivars poden seleccionar-se a causa d'un canvi en el nivell de plòdia d'una planta que pot produir característiques més desitjables.

## Exemples de cultivars

### Prunera
- Blue Rock[13]
- Blue Tit[14]
- Czar[15]
- Imperial Gage[16]
- Jefferson[17]
- Laxton Delight[18]
- Mallard[19]
- Marjory’s Seedling[20]
- Opal[21]
- Oullins Gage[22]
- Pershore[23]
- Victoria[24]

#### Varietats catalanes
Hi ha varietats tradicionals de prunes, amb la denominació de catalanes, que podrien classificar-se com a cultivars (prèvia confirmació).
- Catalana verda[25]
- Catalana groga
- Catalana blava
- Pruna Miravolant[26]

## Importància econòmica
Es registren els noms dels cultivars amb fins comercials. La creació i ús de cultivars té efectes legals, per exemple l'obtentor no pot tramitar una patent d'un cultivar que tingui més d'un any de registrat, ni es permet registrar el nom de cultivar com a marca (marca registrada), el nom de la marca i el nom de cultivar han de ser diferents i no es pot registrar un sense l'altre.
Patentar un cultivar significa posseir el dret exclusiu de la seva comercialització durant 20 o 25 anys, vegeu Unió Internacional per a la Protecció de les Obtencions Vegetals. Els organismes que atorguen patents de plantes són també entitats de registre de noms, per la qual cosa en atorgar una patent a una varietat (dret) de planta nomenada per primera vegada, també se li està atorgant un nom de cultivar.